# Scaptomyza clavata
Scaptomyza clavata är en tvåvingeart som beskrevs av Toyohi Okada 1973. Scaptomyza clavata ingår i släktet Scaptomyza och familjen daggflugor. Inga underarter finns listade i Catalogue of Life.